# Tropicomyia passiflorella
Tropicomyia passiflorella är en tvåvingeart som beskrevs av Shiao och Wu 1997. Tropicomyia passiflorella ingår i släktet Tropicomyia och familjen minerarflugor.
Artens utbredningsområde är Taiwan. Inga underarter finns listade i Catalogue of Life.